# Saint-Jean-de-Luz
Saint-Jean-de-Luz (IPA /sɛ̃ ʒɑ̃ də lyz/; in basco Donibane-Lohitzune) è un comune francese di 14232 dei Pirenei Atlantici, in Nuova Aquitania.

## Storia
Antico villaggio di pescatori prima, armatori di navi per la caccia alla balena poi, ha beneficiato grandemente della posizione geografica.
La vicinanza alla Spagna ha fatto di Saint-Jean-de-Luz per quasi due secoli, fino alla fine della Guerra dei trent'anni, un ritrovo di corsari che tenevano a bada i commerci e l'esercito della vicinissima Spagna.
Nel 1558 la cittadina fu oggetto di una spedizione punitiva organizzata da parte spagnola, che vide la partecipazione di numerose truppe originarie della Navarra. 
Il 9 giugno 1660 il villaggio fu oggetto delle celebrazioni di matrimonio tra Luigi XIV e l'Infanta Maria Teresa, figlia di Filippo IV di Spagna, che suggellava la Pace dei Pirenei, conclusione della guerra fra le due potenze europee. La cerimonia fu officiata nella locale chiesa di San Giovanni Battista, ed una sua raffigurazione dell'epoca in forma di disegno è attualmente conservata presso il British Museum di Londra. La storica vocazione corsara e profondamente anti-spagnola della cittadina è chiaramente rintracciabile in alcuni nomi delle strade ed in una targa posta nella piazza Foch.

## Società

### Evoluzione demografica
Abitanti censiti

## Immagini di Saint-Jean-de-Luz

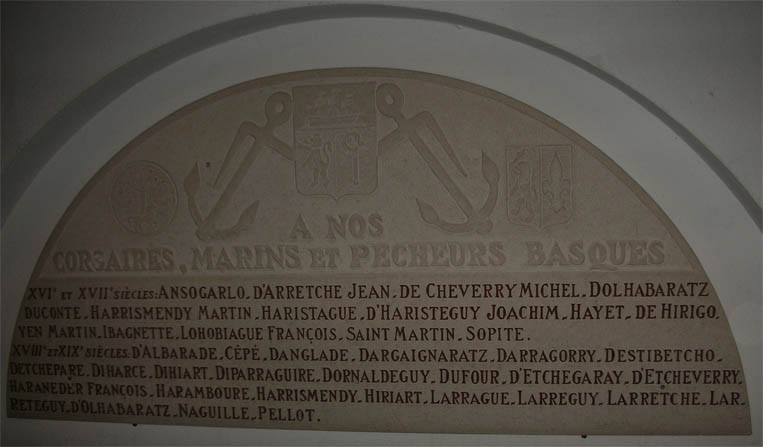
Targa in piazza Foch
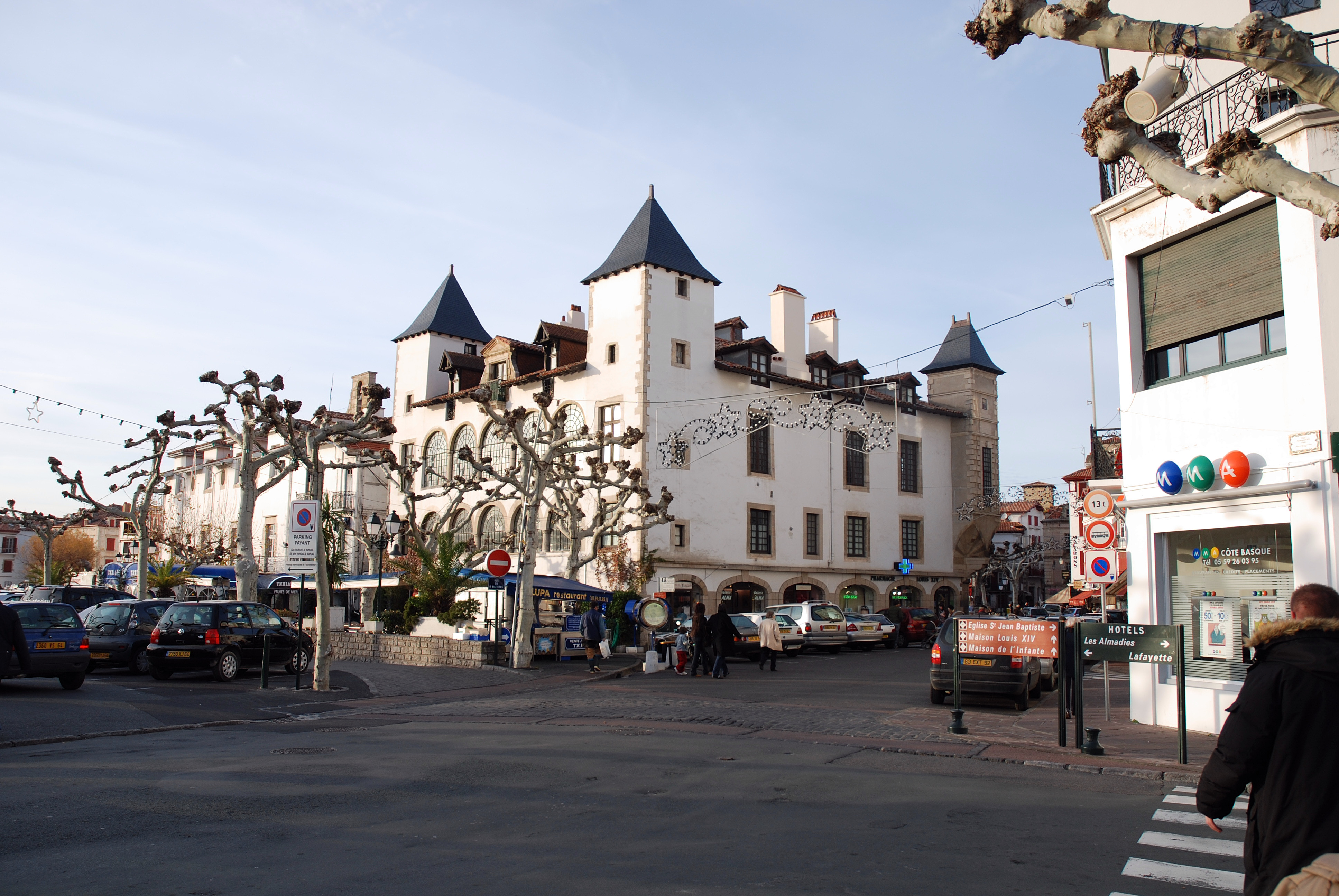
Hotel de ville
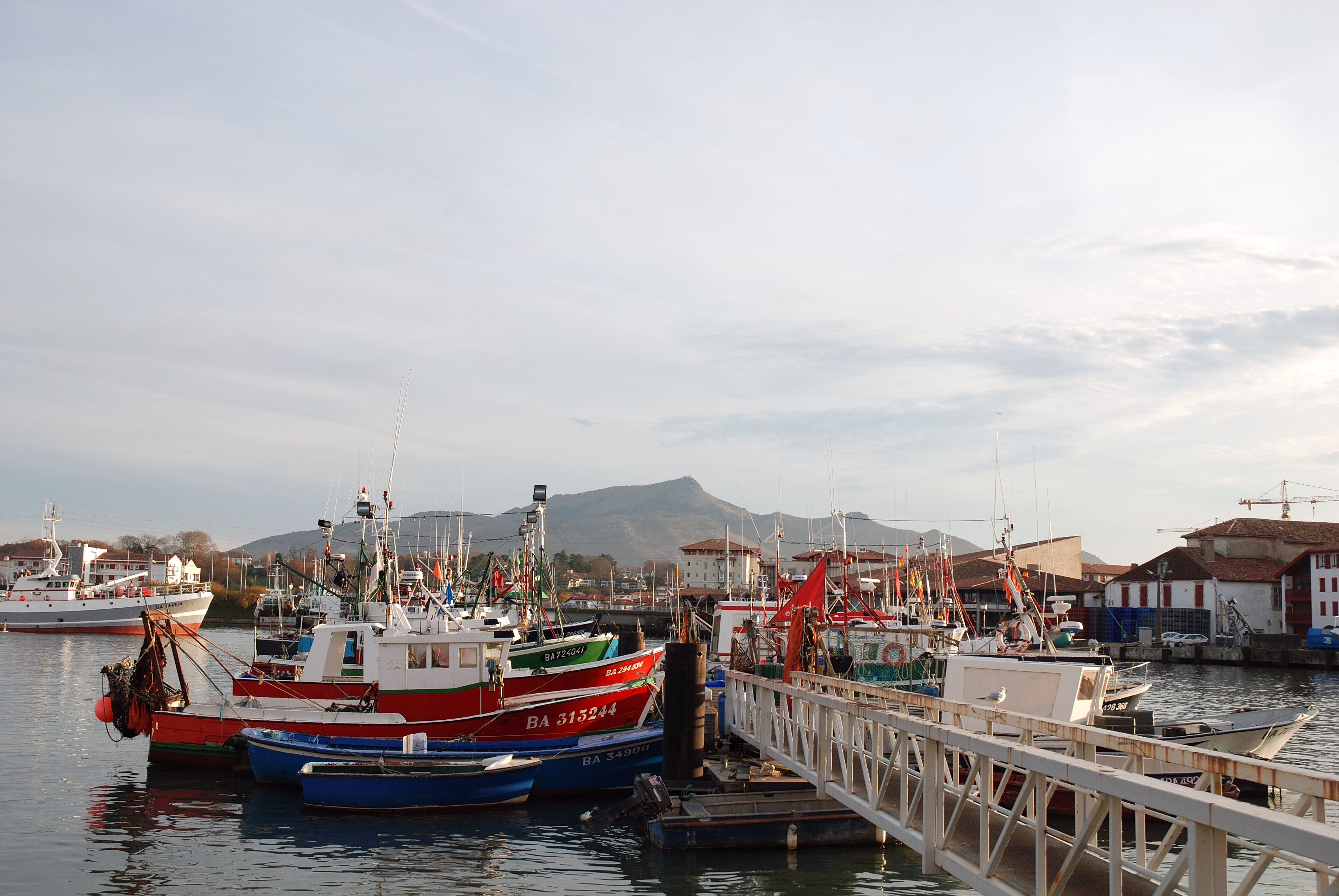
Il porto e, sullo sfondo, La Rhune
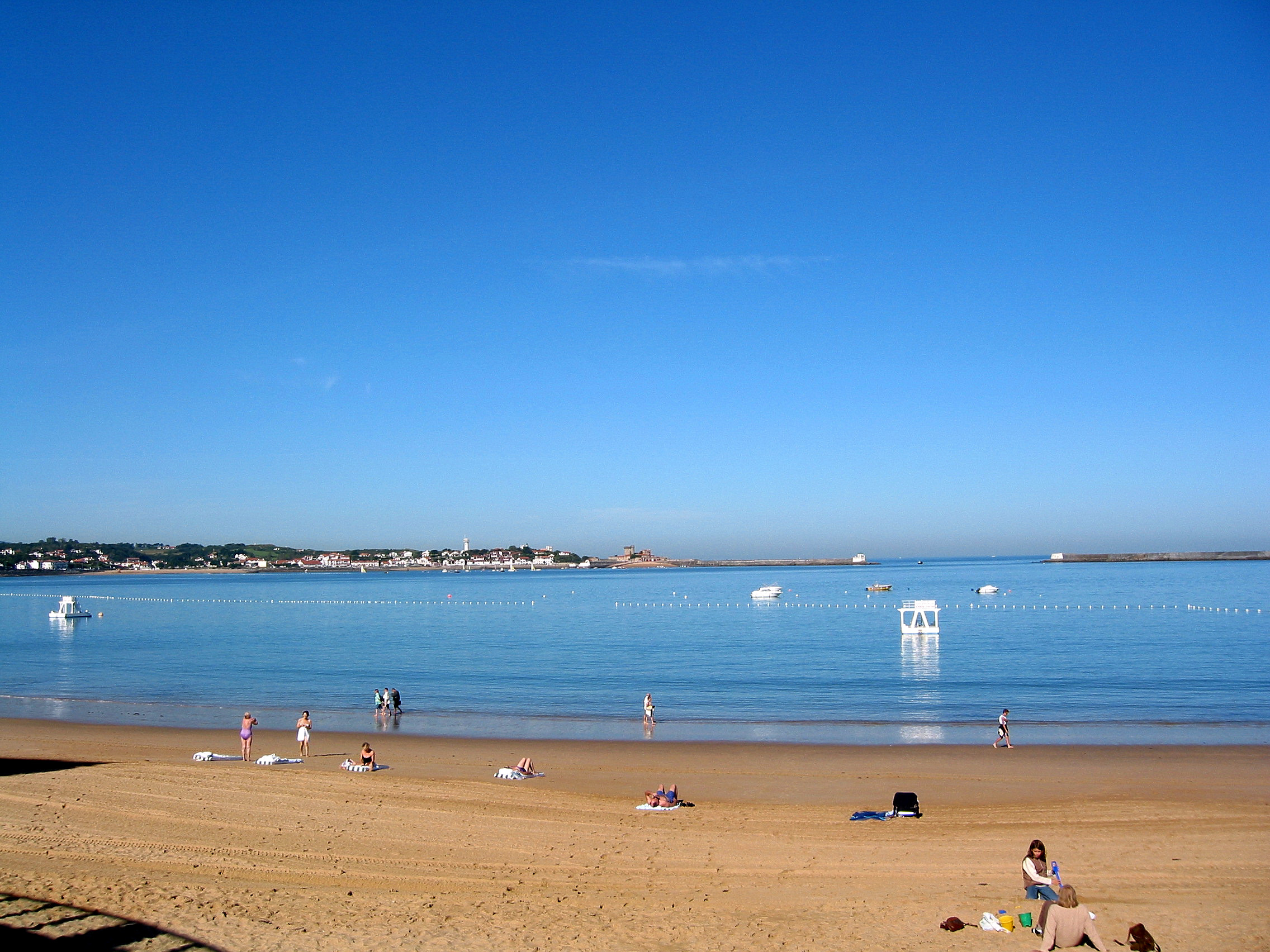
La spiaggia
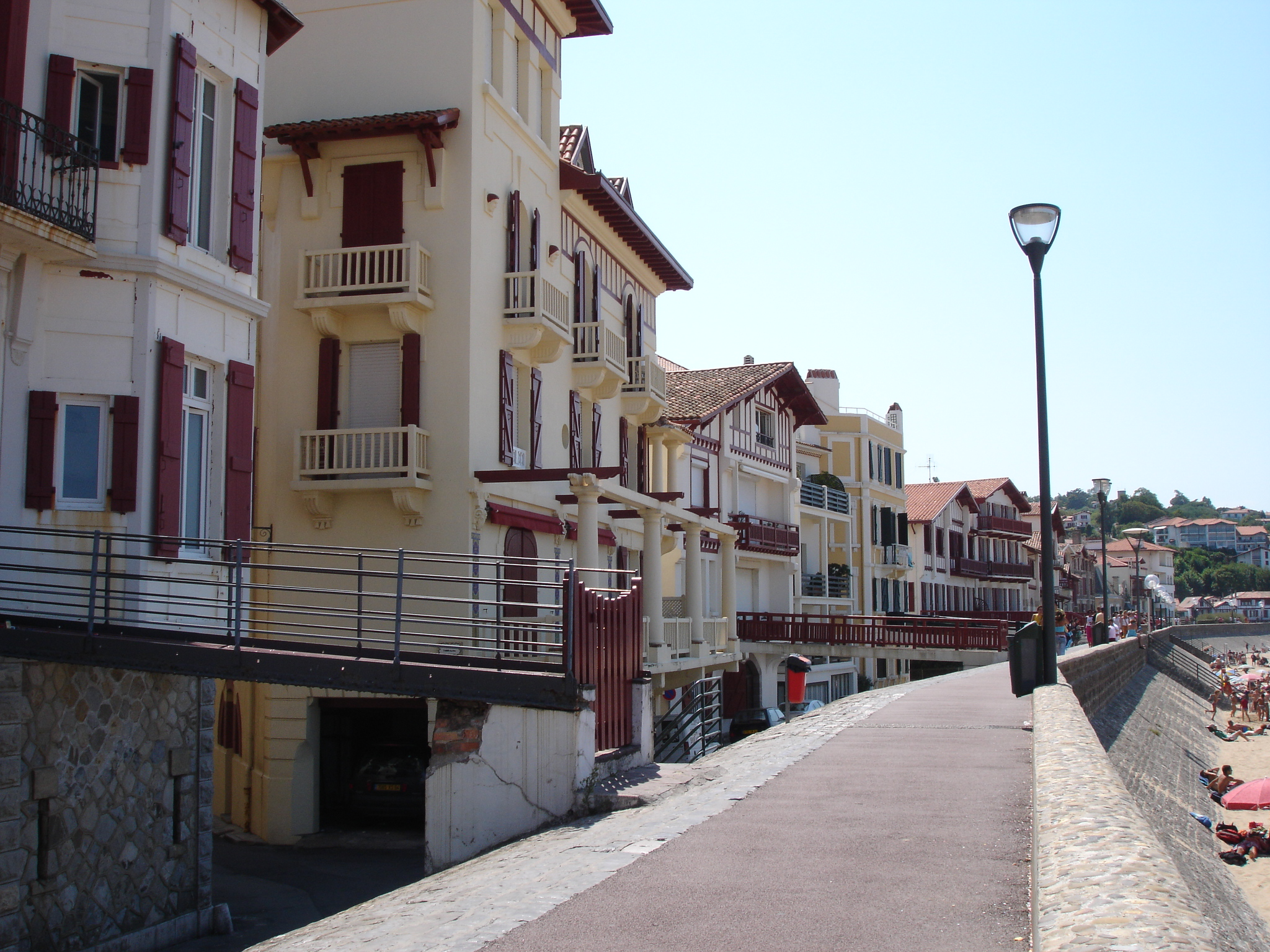
Case lungo-mare
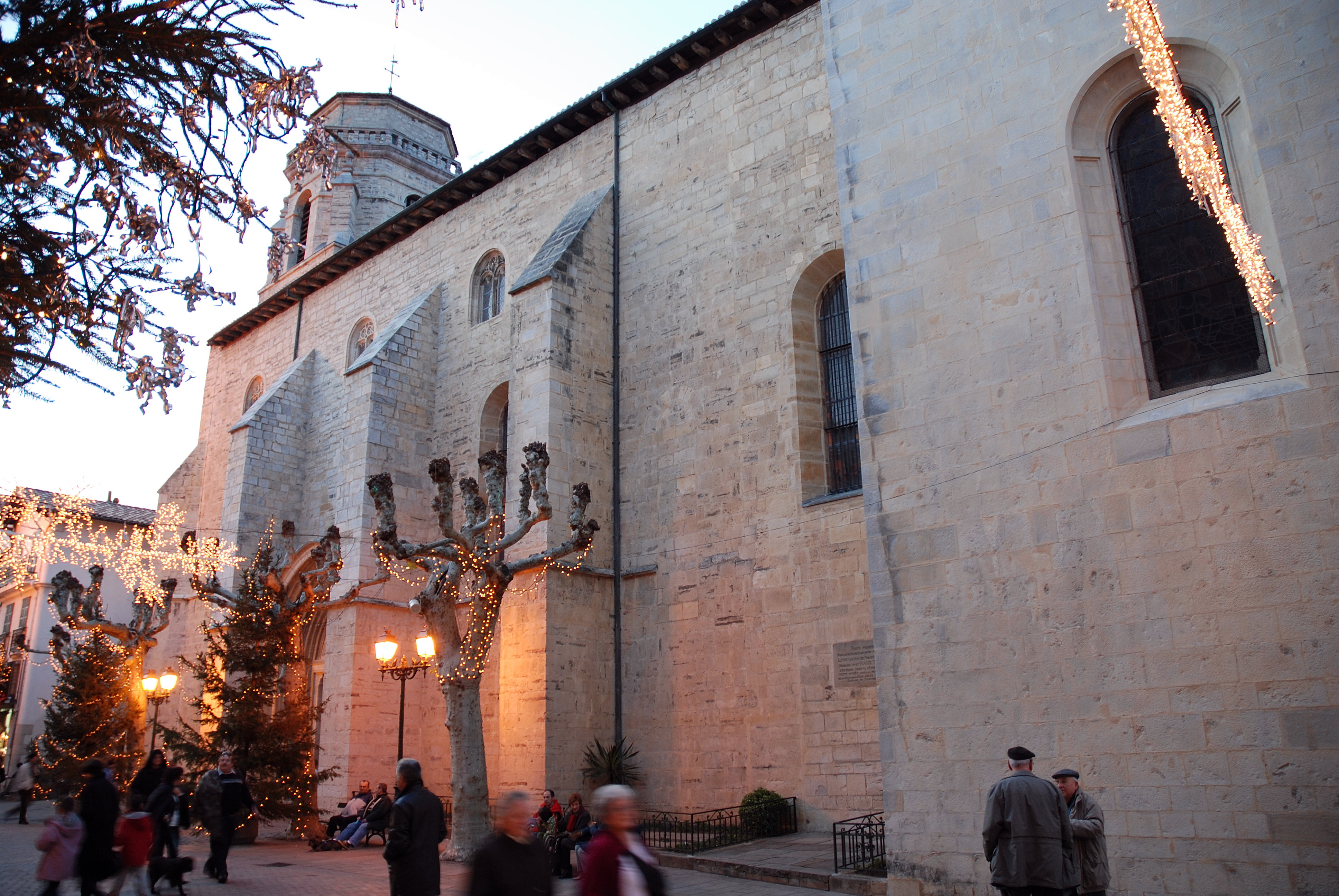
Chiesa di San Giovanni Battista
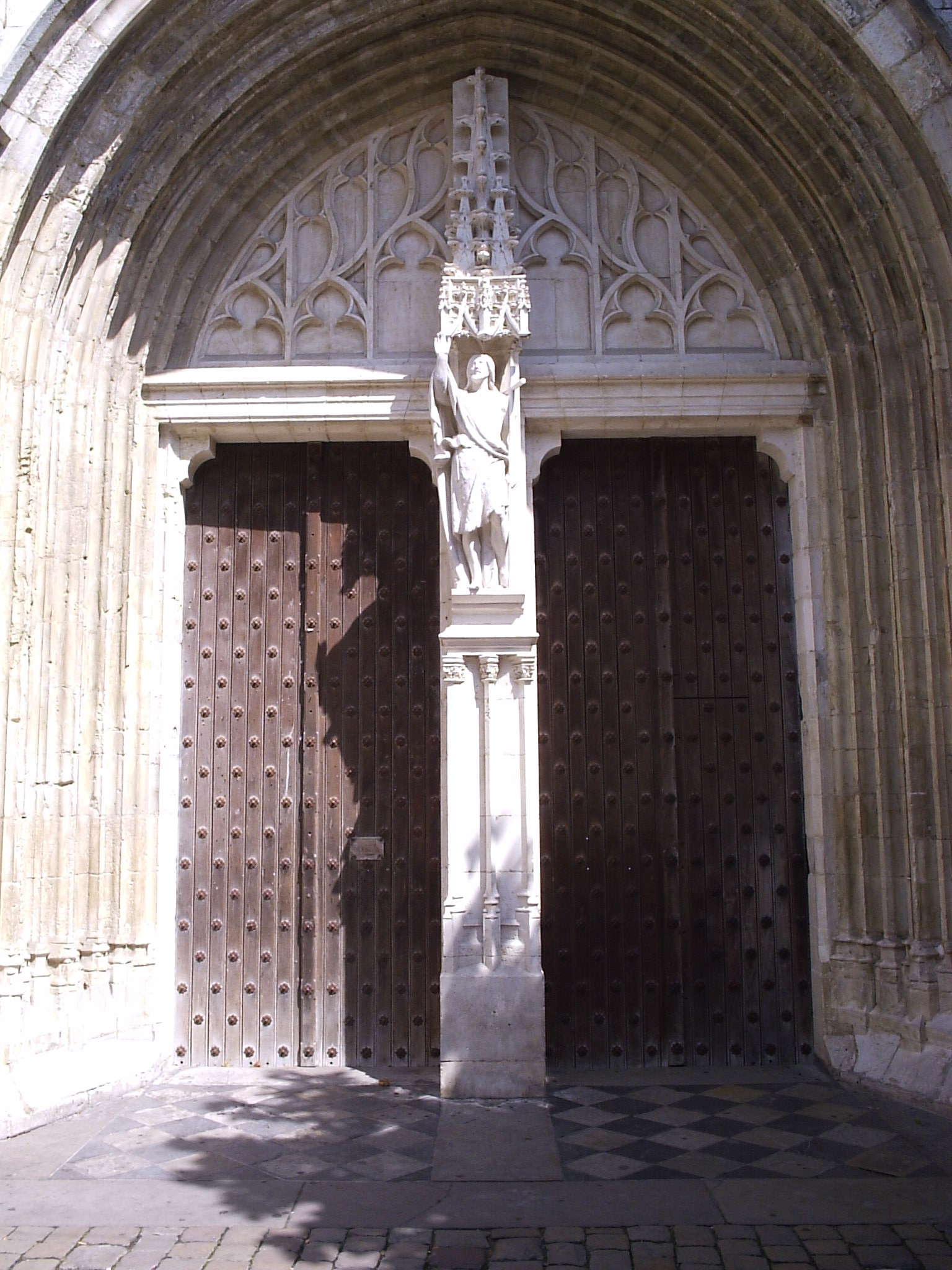
Portale della chiesa di San Giovanni Battista